# Holguín

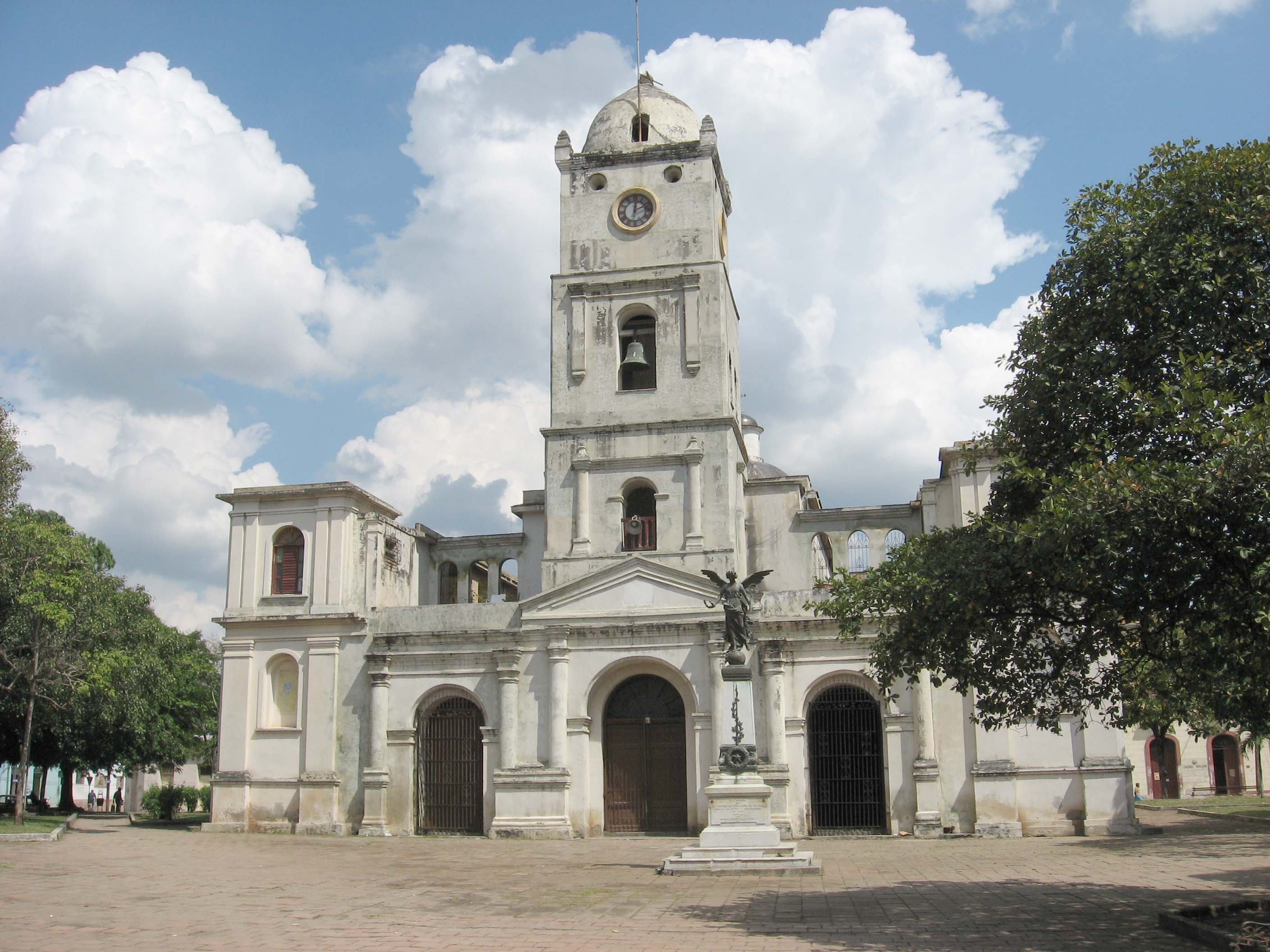
Església de San José, a Holguín.

Holguín és la capital de la província d'Holguín (Cuba), fins al 1976 part de la província d'Orient.
Va ser fundada el 1545 com San Isidoro de Holguín pel capità de l'exèrcit espanyol Francisco García Holguín.
El poeta i dramaturg Reinaldo Arenas va viure a la ciutat fins al seu exili a Nova York.

## Ciutats agermanades
- Etobicoke, Ontario (Canadà)
- Santa Fe, Nou Mèxic (Estats Units)
- Saltillo, Coahuila (Mèxic)